# Moisés Villarroel
Moises Fermin Villarroel Ayala (Viña del Mar, 12 de fevereiro de 1976) é um ex-futebolista chileno.

## Carreira
Estreou no futebol profissional com o Santiago Wanderers (1995-2002) e depois se transeferiu para o Colo-Colo, onde foi campeão dos torneios Apertura e Clausura de 2006, e o Apertura 2007, conquistando o segundo tricampeonato do Colo-Colo.

## Seleção Chilena
Pela Seleção Chilena de Futebol já começou classificando o time para a Copa do Mundo de 1998, onde foi o titular em alguns jogos nesse mundial e disputou a Copa América entre 1997, 1999, 2001 e em 2004.